# クリスティアン・ツァハリアス
クリスティアン・ツァハリアス（Christian Zacharias, 1950年4月27日 - ）は、ドイツのピアニスト、指揮者。

## 経歴
インドのジャムシェドプルで生まれる。パリでイレーヌ・スラヴァンとヴラド・ペルルミュテールに師事する。1969年にジュネーヴ国際音楽コンクール、1973年にアメリカ合衆国のヴァン・クライバーン国際ピアノコンクールに、1975年にパリ・ラヴェル・コンクールに相次いで優勝した後、国際的な活動に入る。
ドイツ音楽の個性的で卓越した解釈で知られ、とりわけモーツァルトとシューベルトのピアノソナタ、ベートーヴェンのピアノ協奏曲のそれぞれ全曲録音で名高い。そのほかに、バッハの『平均律クラヴィーア曲集』、ドメニコ・スカルラッティのソナタ集（モダンピアノによる演奏）、モーツァルトのピアノ協奏曲などを得意のレパートリーとしている。
室内楽の演奏にも参加し、アルバン・ベルク弦楽四重奏団やグァルネリ弦楽四重奏団、ライプツィヒ弦楽四重奏団、ハインリヒ・シフ、フランク・ペーター・ツィンマーマンらと共演している。EMIの専属アーティストとして1979年にデビューして以来、録音数も数多い。
指揮者としては、1992年にスイス・ロマンド管弦楽団を指揮してデビューしており、2000年にはロサンジェルス・フィルハーモニー管弦楽団を指揮して、指揮者としての米国デビューを果たした。2000年から2013年までローザンヌ室内管弦楽団の芸術監督を務め、弾き振りによるモーツァルトのピアノ協奏曲全集を録音した。現在はフランス国立オーヴェルニュ＝ローヌ＝アルプ管弦楽団の客演指揮者を務めている。